# Westchester Flames
Westchester Flames é um clube da cidade de Nova Rochelle, Condado de Westchester, Nova Iorque, Estados Unidos. Disputa a Premier Development League.

## História
O time teve sua primeira temporada em 1999, quando eram treinados pelo ex-New York Cosmos Vladislav Bogićević. O time mandava seus jogos nessa época no Manhattanville College, em Purchase, Nova Iorque. O time teve seu auge em 2001 quando foram campeões da Premier Development League